# Frances Ames
Frances Rix Ames (n. 20 aprilie 1920, Pretoria, Africa de Sud – d. 11 noiembrie 2002, City of Cape Town⁠(d), Provincia Western Cape, Africa de Sud) a fost un neurolog, psihiatru și o activistă a drepturilor omului, din Africa de Sud. Născută în Pretoria și crescută în sărăcie în Cape Town, Ames a devenit prima femeie care a primit doctoratul de la Universitatea Cape Town în 1964. Ea a studiat efectele canabisului asupra creierului a publicat câteva articole pe această temă; văzând efectele benefice ale canabisului asupra pacienților ei, a devenit una dintre primii propunători a legalizării canabisului în scop medical.
Ea a condus departamentul de neurologie al spitalului  Groote Schuur înainte să se pensioneze în 1985, dar a continuat să țină prelegeri la spitalele Valkenberg și Alexandra. Nelson Mandela a premiat-o cu Star of South Africa, cea mai mare distincție civilă.